# Château d'Exaten
Le château d'Exaten est le nom d'un domaine de 141 hectares  avec  château, situé au sud-est de Baexem, aux Pays-Bas. Datant du XVIe siècle le château, avec le domaine et les bâtiments qui furent construits au XIXe siècle, sont gérés par la fondation Het Limburgs Landschap.  

## Éléments d’histoire
Sous le nom de « Ixaten » le château est déjà mentionné dans un document de 1329.  Au-dessus de l'entrée au château, une pierre commémorative avec blason porte la date de 1593. À la fin de la période révolutionnaire française le château se trouvait dans un état de grave délabrement. En 1872 le propriétaire, le comte Théodore de Geloes d’Elsloo (1816-1893) prête la propriété, château avec cinq hectares de parc et jardin, aux jésuites d’Allemagne, bannis de leur pays par la loi anti-jésuite. 

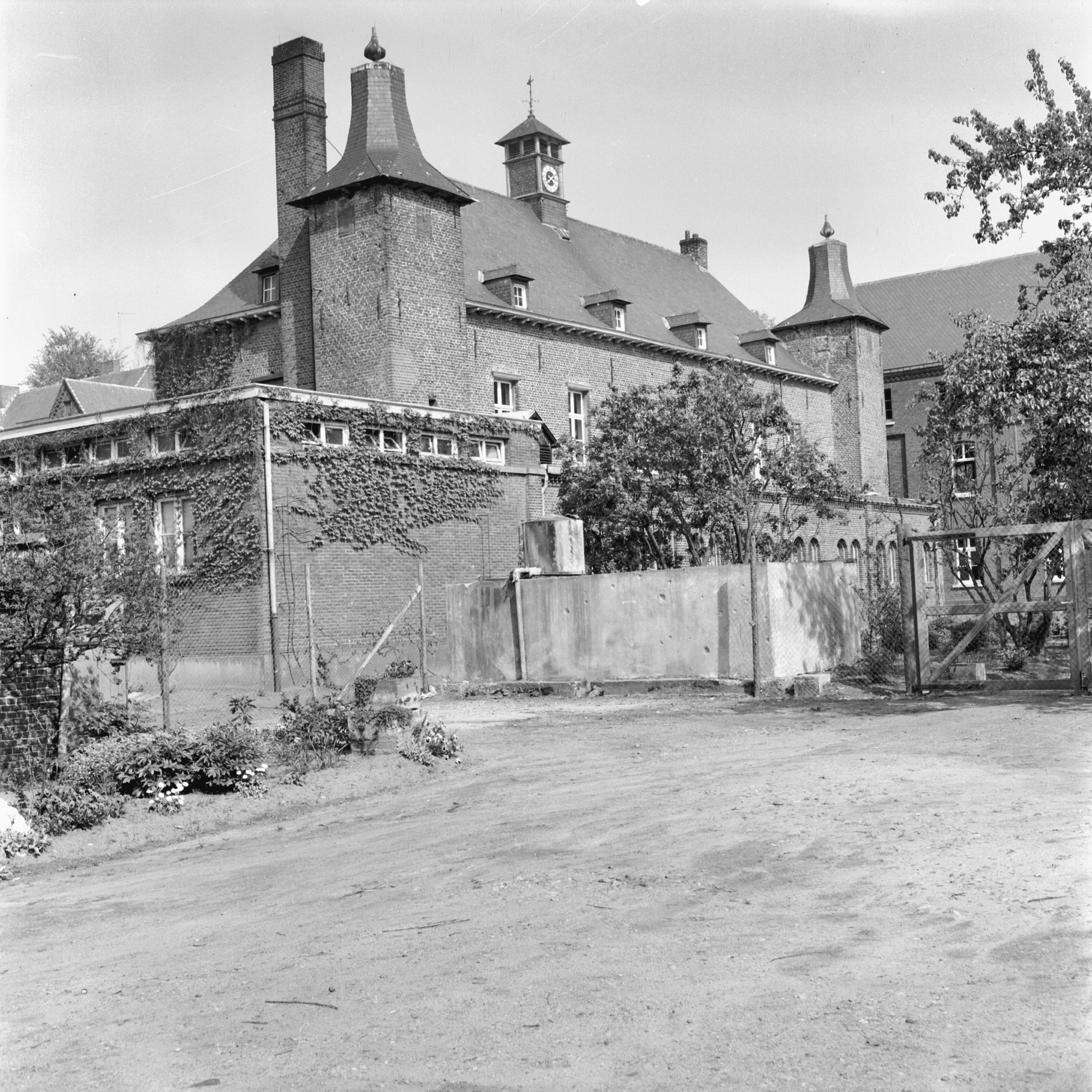
le château à la fin du XIXe siècle

## Présence des jésuites allemands
De 1872 à 1885 le château sert d'abord de noviciat aux jésuites allemands. Lorsque le domaine est acheté (en 1886), un nouveau bâtiment avec une large chapelle néo-romane est construit. Le philosophat s’y installe en 1886 ainsi que les directions et rédacteurs des revues allemandes Stimmen aus Maria Laach et Katholische Missionen.  De 1885 à 1919, Exaten est la résidence habituelle du supérieur provincial des jésuites d’Allemagne. 
De 1894 à 1910 Exaten abrite également le juvénat et lorsque la maison de Blijenbeek est endommagée par un incendie les novices reviennent à Exaten. À partir de 1910,  le Troisième An jésuite s’y trouve également. La même année des jésuites exilés du Portugal y arrivent à leur tour...  
Durant les années d’exil provoqué par la politique du Kulturkampf et la loi anti-jésuite de 1872 Exaten fut le centre névralgique des jésuites allemands. 95 jésuites sont enterrés dans le cimetière du domaine.    

## Changements de propriétaire
Le 23 mars 1927, les jésuites étant rentrés en Allemagne, le domaine passe entre les mains des Franciscains. En 1967 une maison de formation de la gendarmerie y est installée. Trente ans plus tard (1997) le domaine est vendu au ‘Centraal Orgaan opvang asielzoekers’ [COA] et géré par Het Limburgs Landschap. Il est utilisé aujourd’hui comme centre d’accueil pour réfugiés politiques en attente de régularisation. Le château ne se visite pas.